# Accident ferroviaire de Fairfield
L'accident ferroviaire de Fairfield est un déraillement survenu le 17 mai 2013 sur un train de voyageurs de Metro-North Railroad entre les gares de Fairfield Metro (en) et Bridgeport (en), à Fairfield, dans le Connecticut aux États-Unis.
Le train déraillé a obstrué la ligne adjacente et a heurté le train dans la direction opposée. Il y avait au moins 72 blessés parmi les 700 personnes à bord des deux trains.

## Accident
Vers 18 h 10 heure locale (22 h 10 UTC), un train de voyageurs de Metro-North Railroad en provenance de Grand Central Terminal à New York et à destination de Union Station à New Haven, Connecticut a déraillé entre les gares de Fairfield Metro (en) et Bridgeport (en). Le train, composé de huit voitures, s'est immobilisé sur la voie utilisée par les trains circulant en sens inverse et a été heurté par un train circulant sur cette voie. Le chauffeur du second train a pu utiliser les freins d'urgence et ralentir son train de 113 à 37 km/h avant l'impact. Les deux rames étaient composées de voitures M8 (en) Kawasaki entrées en service en 2011. Il y avait environ 700 personnes dans les deux trains au moment de l'accident. La collision a bloqué les deux voies en service — deux autres étaient fermées pour entretien —, ce qui a forcé Amtrak à fermer le Northeast Corridor entre New York et Boston.
Il s'agit du premier accident majeur sur les trains de banlieue Metropolitan Transportation Authority en plus d'une décennie ; c'est également le premier à impliquer des voitures M8 (en).

### Bilan humain
Les blessés ont été transportés dans les hôpitaux de Bridgeport, Connecticut. St. Vincent's Medical Center (en) a déclaré traiter quarante-six personnes, dont six ont été admis dans un état stable ; Bridgeport Hospital (en) a déclaré traiter vingt-six personnes, dont deux ont été admis dans un état critique et une dans un état stable.
Le 19 mai 2013 au matin, neuf personnes étaient encore hospitalisées, dont une dans un état critique.

### Dégagement des voies
Dès le 19 mai 2013 à 8 h, treize voitures avaient été relevées ; à 16 h, toutes les voitures avaient été transportées au dépôt de Metro-North Railroad à Bridgeport.
Environ 610 m de voie ont été endommagés, avec les caténaires et la signalisation.

## Conséquences sur le trafic

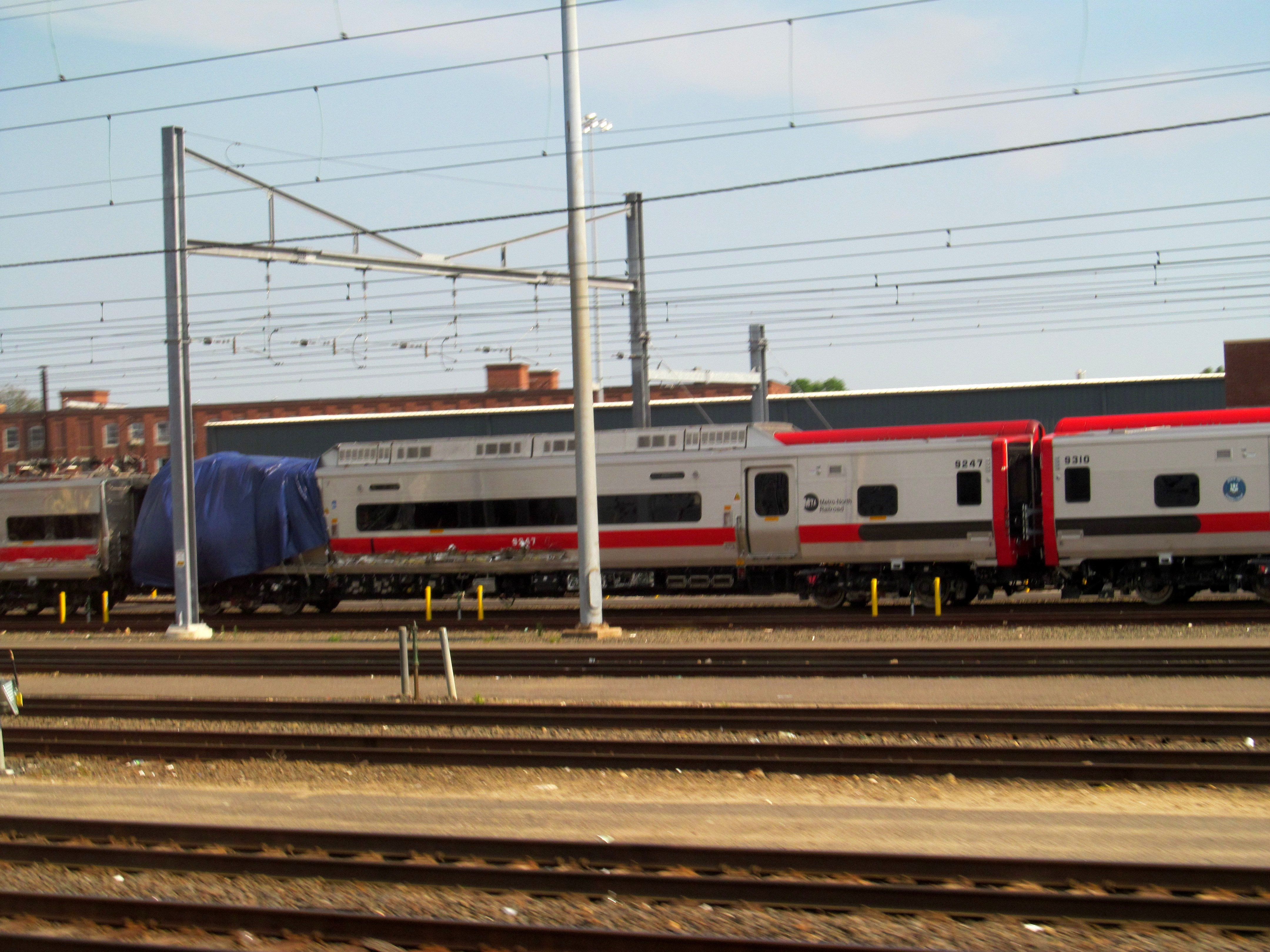
Voitures M8 nos 9247 et 9310 au dépôt de Bridgeport le 31 mai 2013

Le service d'Amtrak a été suspendu, et Metro-North Railroad a également connu des difficultés. Le 20 mai 2013, aucun train n'a desservi les gares de Fairfield Metro (en), Fairfield (en) et Southport (en). Un bus de remplacement a été mis en place pour Westport (en). Une navette ferroviaire a été mise en place entre New Haven et Bridgeport (en) ; un bus-navette entre Bridgeport et Stamford Transportation Center ; et la liaison régulière vers Grand Central Terminal.
Le service Amtrak et Metro-North Railroad a repris progressivement à partir de l'après-midi du mardi 21 mai 2013. Le service était revenu à la normale le lendemain.

## Enquête
Une enquête a été ouverte par le conseil national de la sécurité des transports le 17 mai 2013. Elle s'est d'abord orientée vers une rupture du rail comme cause de l'accident, ou bien comme conséquence. Le conseil national de la sécurité des transports a envoyé un échantillon du rail en laboratoire pour analyser la fracture et la piste du sabotage a été écartée.
Une inspection deux jours avant l'accident avait révélé un jeu vertical au niveau d'un joint du rail, dû à un manque de ballast. Metro-North Railroad n'avait pas jugé ce problème urgent ; en avril un joint avait déjà été réparé à cet endroit.